# بخش مرکزی شهرستان فارسان
بخش مرکزی شهرستان فارسان یکی از سه بخش شهرستان فارسان در استان چهارمحال و بختیاری ایران است .

## تقسیمات کشوری
- بخش مرکزی شهرستان فارسان
  - دهستان میزدج علیا

شهرها: فارسان و گوجان

## جمعیت
با توجه به تقسیم بندی‌های جدید در شهرستان فارسان و با احتساب قسمت‌هایی که در این بخش قرار گرفته‌است جمعیت آن برابر با ۳۶،۶۸۷ می‌باشد.